# Ібіс рябокрилий
Ібіс рябокрилий (Bostrychia carunculata) — вид пеліканоподібних птахів родини ібісових (Threskiornithidae).

## Поширення
Ендемік Ефіопського нагір'я. Поширений тільки в Ефіопії та Еритреї. Його можна знайти в усіх районах Ефіопського плато на висотах від 1500 м до найвищих боліт на висоті 4100 м. Віддає перевагу лукам та ділянкам, прилеглим до річок. Він часто трапляється на скелястих місцях та скелях (де він ночує та гніздиться), але також у відкритій місцевості, в оброблюваних районах, у міських парках та у змішаних лісах з маслини (Olea africana) та ялівцю (Juniperus procera). Він також добре пристосувався до антропогенних ландшафтів та їхніх особливих умов.

## Опис
Це великий ібіс з темним оперенням з білими плямами на плечах і білими очима. Тонкий карункул звисає з основи широкого дзьоба. Ці дві характеристики, а також відсутність білої лінії на грудях відрізняють цей вид від його найближчого родича — ібіса гагедаша (Bostrychia hagedash). Середня довжина — близько 60 см.

## Спосіб життя
На годівлі трапляється групами від 30 до 100, але його також можна побачити поодинці або парами. Годується на відкритих луках, болотах, відкритих альпійських болотах, на полях та лісових галявинах. Харчується хробаками, личинками комах та дрібними безхребетними; зрідка поїдає жаб, змій та мишей. Ночує поодиноко або парами на деревах, або групами на скелях.
Ібіс рябокрилий гніздиться колоніями на скелях, рідше поодиноко на вершинах дерев або уступах будівель. У горах Бале трапляються колонії з 500 і більше птахів. Гніздо — це платформа з гілок, вистелена травою та корою. Розмножується з березня по липень; а іноді й у грудні, під час посушливого сезону. Відкладає два-три яйця брудно-білого кольору.